# Anne Golon
Anne Golon, född 17 december 1921 i Toulon, Frankrike, död 14 juli 2017 i Versailles, Frankrike, var en fransk författare som för svenska och engelskspråkiga läsare är mer känd under pseudonymen Sergeanne Golan. Hon är framförallt känd för sin romanserie Angélique, som i Frankrike tillskrevs Serge och Anne Golon. Anne skrev och hennes make, född Vsevolod Sergeïvich Goloubinoff (död 1972), förkortat Serge Golon, understödde med efterforskningar av historiska fakta. Vid utgivning på engelska och svenska sammanfogades förnamnen till Sergeanne.